# Currie Cup First Division 2003
La Currie Cup First Division de 2003 fue la cuarta edición de la segunda división del rugby provincial de Sudáfrica.
El campeón fue el equipo de Boland Cavaliers quienes obtuvieron su segundo campeonato.

## Sistema de disputa
El torneo se disputó en formato liga donde cada equipo se enfrentó a los equipos restantes, luego los mejores dos clasificados disputaron la final.

## Clasificación
| Pos. | Equipo           | Encuentros | Encuentros | Encuentros | Encuentros | Tantos | Tantos | Tantos | PB | PB | Puntos |
| Pos. | Equipo           | PJ         | PG         | PE         | PP         | F      | C      | Dif    | BO | BD | Puntos |
| ---- | ---------------- | ---------- | ---------- | ---------- | ---------- | ------ | ------ | ------ | -- | -- | ------ |
| 1.º  | Leopards         | 10         | 8          | 0          | 2          | 420    | 254    | +166   | 8  | 2  | 42     |
| 2.º  | Boland Cavaliers | 10         | 8          | 0          | 2          | 309    | 250    | +59    | 7  | 0  | 39     |
| 3.º  | Mighty Elephants | 10         | 7          | 0          | 3          | 388    | 304    | +84    | 7  | 1  | 36     |
| 4.º  | Valke            | 10         | 4          | 1          | 5          | 317    | 307    | +7     | 6  | 1  | 25     |
| 5.º  | Border Bulldogs  | 10         | 2          | 1          | 7          | 195    | 297    | -102   | 0  | 3  | 13     |
| 6.º  | Griffons         | 10         | 0          | 0          | 10         | 259    | 476    | −217   | 5  | 2  | 7      |

|  | Finalistas. |

### Final
| 24 de octubre | Leopards | 25 - 27 | Boland Cavaliers |  |  |

| Bandera de Sudáfrica     |
| Campeón Boland Cavaliers |
| Segundo título           |